# Амангельдинський сільський округ (Буландинський район)
Амангельди́нський сільський округ (каз. Амангелді ауылдық округі, рос. Амангельдинский сельский округ) — адміністративна одиниця у складі Буландинського району Акмолинської області Казахстану. Адміністративний центр — село Партизанка.
Населення — 692 особи (2021; 1162 у 2009, 1353 у 1999, 1598 у 1989).
Станом на 1989 рік існувала Амангельдинська сільська рада (села Ортакшил, Партизанка).

## Склад
До складу округу входять такі населені пункти:
| Населений пункт  | Колишні назви | Населення, осіб (1989) | Населення, осіб (1999) | Населення, осіб (2009) | Населення, осіб (2021) |
| ---------------- | ------------- | ---------------------- | ---------------------- | ---------------------- | ---------------------- |
| Ортакшил, село   | -             | 290                    | 261                    | 160                    | 86                     |
| Партизанка, село | -             | 1308                   | 1092                   | 1002                   | 606                    |